# San Ildefonso, Villa de Allende
San Ildefonso är en ort i Mexiko.   Den ligger i kommunen Villa de Allende och delstaten Mexiko, i den södra delen av landet, 110 km väster om huvudstaden Mexico City. San Ildefonso ligger 2 348 meter över havet och antalet invånare är 1 178.
Terrängen runt San Ildefonso är kuperad. Runt San Ildefonso är det ganska tätbefolkat, med 90 invånare per kvadratkilometer. Närmaste större samhälle är Ixtapan del Oro, 16,4 km sydväst om San Ildefonso. I omgivningarna runt San Ildefonso växer huvudsakligen savannskog.